# Port lotniczy Lanzarote
Port lotniczy Lanzarote – port lotniczy położony koło Arrecife, na Lanzarote, na Wyspach Kanaryjskich.  W 2005 obsłużył około 5,5 mln pasażerów.

## Linie lotnicze i połączenia
| Linia Lotnicza               | Kierunek |
| ---------------------------- | --- |
| Aer Lingus                   | 1. Cork 2. Dublin |
| Air Europa                   | 1. Bilbao 2. Madryt Sezonowo: 1. Barcelona 2. Santiago de Compostela |
| Austrian Airlines            | 1. Wiedeń |
| Binter Canarias              | 1. Gran Canaria 2. Kulmim 3. La Palma 4. Teneryfa-Północ Sezonowo: 1. Madera |
| British Airways              | 1. Londyn-Gatwick |
| Brussels Airlines            | 1. Bruksela |
| Canaryfly                    | 1. Gran Canaria 2. Teneryfa-Północ |
| Condor                       | 1. Düsseldorf 2. Frankfurt 3. Hamburg 4. Monachium Sezonowo: 1. Lipsk 2. Stuttgart |
| Corendon Airlines            | 1. Kolonia/Bonn 2. Düsseldorf 3. Hanower 4. Norymberga |
| Discover Airlines            | Sezonowo: 1. Frankfurt 2. Monachium |
| EasyJet                      | 1. / Bazylea 2. Berlin 3. Bordeaux 4. Bristol 5. Edynburg 6. Liverpool 7. Londyn-Gatwick 8. Londyn-Luton 9. Lyon 10. Manchester 11. Mediolan-Malpensa 12. Nantes 13. Paryż-Charles de Gaulle Sezonowo: 1. Amsterdam 2. Belfast-International 3. Genewa |
| Edelweiss Air                | 1. Zurych |
| Eurowings                    | Sezonowo: 1. Berlin 2. Kolonia/Bonn 3. Düsseldorf 4. Hamburg 5. Stuttgart |
| Finnair                      | Sezonowo: 1. Helsinki |
| Iberia                       | 1. Sewilla Sezonowo: 1. Malaga 2. Walencja 3. Valladolid 4. Vigo |
| Iberia Express               | 1. Madryt |
| Jet2.com                     | 1. Belfast-International 2. Birmingham 3. Bristol 4. East Midlands 5. Edynburg 6. Glasgow 7. Leeds/Bradford 8. Liverpool 9. Londyn-Stansted 10. Manchester 11. Newcastle |
| Luxair                       | 1. Luksemburg |
| Marabu                       | 1. Monachium |
| Neos                         | Sezonowo: 1. Mediolan-Malpensa |
| Norwegian Air Shuttle        | Sezonowe czartery: 1. Bergen 2. Oslo-Gardermoen |
| Ryanair                      | 1. Barcelona 2. Belfast-International 3. Mediolan-Bergamo 4. Birmingham 5. Bolonia 6. Bournemouth 7. Bratysława 8. Bristol 9. Bruksela-Charleroi 10. Kolonia/Bonn 11. Cork 12. Dublin 13. East Midlands 14. Edynburg 15. Glasgow-Prestwick 16. Knock 17. Leeds/Bradford 18. Londyn-Luton 19. Londyn-Stansted 20. Madryt 21. Manchester 22. Marsylia 23. Mediolan-Malpensa 24. Newcastle 25. Norymberga 26. Rzym-Fiumicino 27. Santiago de Compostela 28. Sewilla 29. Shannon 30. Turyn 31. Walencja Sezonowo: 1. Alicante 2. Paryż-Beauvais 3. Berlin 4. Brema 5. Budapeszt 6. Liverpool 7. Memmingen 8. Wenecja 9. Wiedeń 10. Weeze |
| Scandinavian Airlines System | Sezonowe czartery: 1. Oslo-Gardermoen |
| Smartwings                   | 1. Praga Sezonowe czartery: 1. Katowice 2. Warszawa-Chopin |
| Transavia                    | 1. Amsterdam 2. Eindhoven 3. Nantes 4. Paryż-Orly 5. Rotterdam |
| TUI Airways                  | 1. Birmingham 2. Bournemouth 3. Bristol 4. Cardiff 5. Dublin 6. East Midlands 7. Exeter 8. Glasgow 9. Londyn-Gatwick 10. Londyn-Luton 11. Manchester 12. Newcastle Sezonowo: 1. Belfast-International Sezonowe czartery: 1. Cork 2. Shannon |
| TUI fly Belgium              | 1. Bruksela |
| TUI fly Deutschland          | 1. Düsseldorf 2. Frankfurt 3. Hanower 4. Monachium 5. Stuttgart |
| TUI fly Netherlands          | 1. Amsterdam 2. Eindhoven 3. Rotterdam |
| TUI fly Nordic               | Sezonowe czartery: 1. Göteborg 2. Sztokholm-Arlanda |
| Volotea                      | 1. Asturia Sezonowo: 1. Bordeaux 2. Lille 3. Lyon 4. Marsylia 5. Nantes 6. Strasburg 7. Tuluza |
| Vueling Airlines             | 1. Barcelona 2. Bilbao 3. Paryż-Orly 4. Santiago de Compostela 5. Sewilla 6. Walencja Sezonowo: 1. Londyn-Gatwick 2. Palma de Mallorca |